# Dharmaguptaka

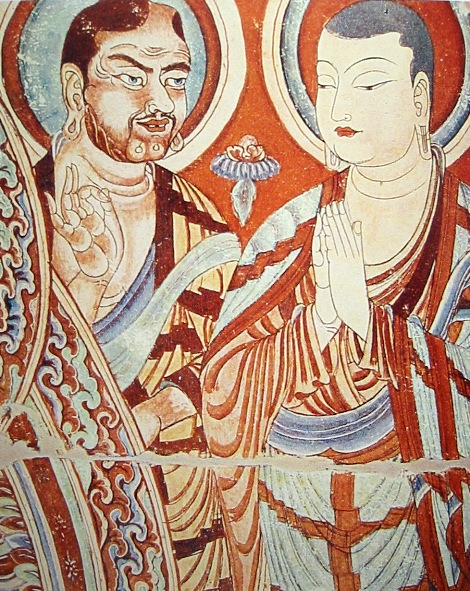
Közép-Ázsiai buddhista szerzetes tanít egy kínai szerzetest – Bezeklik Ezer Buddha-barlangok, 9-10. század

A dharmaguptaka (szanszkrit: धर्मगुप्तक; kínai: 法藏部, pinjin: Fa-cang Puf) – forrástól függően – a tizennyolc vagy a húsz korai buddhista iskola egyike volt. Állítólag a mahísászaka iskolából váltak külön. A dharmaguptaka fontos szerepet játszott a közép-ázsiai és a kínai buddhizmus fejlődésében. Az ottani bhikkhuk (szerzetesek) és bhikkhunik (apácák) életét meghatározó szabályzat jelenleg is érvényes néhány kelet-ázsiai országban, például Kínában, Vietnámban és Koreában. A három ma is létező vinaja vonal közül ez az egyik – a másik kettő a théraváda és a múlaszarvásztiváda.

## A tanok fejlődése

### Áttekintés
A dharmaguptaka tanokra jellemző, hogy fontosabbnak tekintik Gautama Buddha tanításait az eredeti szangha (arhat szintet elért szerzetesi közösség) tanításainál. Kihangsúlyozzák a sztúpák áldásainak érdemét, amelyek gyakran jelenítik meg Buddha korábbi életeinek történeteit bódhiszattvaként, ahogy az a Dzsátaka mesékben is szerepel. A dharmaguptakák külön módszerként tekintenek a srávaka (srávakajána) és a bódhiszattva (bódhiszattvajána) ösvényekre.
A dharmaguptakák elutasították a szarvásztiváda prátimoksa szabályokat, azon az alapon, hogy az eredeti Buddha tanítások elvesztek.

### A tizenkét anga
A dharmaguptakák a buddhista tanok egyedi, tizenkettes felosztását használták, amelyeket a dharmaguptaka Dírgha ágamák, a saját vinajájuk és néhány mahájána szútra tartalmaz. A 12 felosztás a következő: szútra, geja, vjákarana, gátha, udána, nidána, dzsátaka, itivrttaka, vaipulja, adbhútadharma, avadána és upadesa.

## Megjelenése és nyelve

### Szerzetesi ruhák
Az i. sz. 148-170 között a parthiai An Si-kao szerzetes Kínába utazott és lefordított egy művet (Ta pi-csiu szan-csian vej-ji – kínaiul: 大比丘三千威儀), amely leírja az öt legfőbb indiai szerzetesrend ruháinak (szanszkrit: kaszája) színét. Egy későbbi szöveg (Sáriputrapariprccsá) fordítása hasonló információkkal szolgál, azonban a dharmaguptaka és a szarvásztiváda rendek színei fordítva szerepelnek az utóbbiban – itt a szarvásztivádáé a fekete és a dharmaguptakáé a sötét vörös szín.
A Tang-dinasztia idején a kínai buddhista rendek jellemzően szürkés-fekete ruhát viseltek és a köznyelvben is így utaltak rájuk: "a fekete ruhások" – Ce-ji (kínai: 緇衣). Viszont a Szung-dinasztia egyik szerzertese, Csanning (919–1001) arról számol be, hogy a han-vej időszakban a kínai szerzetesek vörös csuhában jártak.
A dharmaguptaka vinaja szerint a szerzetesek ruháját több mint 18 különböző ruhadarabból kell varrni, viszonylag nehéz és durva anyagokból.

### Nyelve
Tudományos körökben egyetértenek abban, hogy a buddhista misszionárius művek első hulláma a gandhárai nyelvvel, a karosti írással és a dharmaguptaka iskolával áll összefüggésben. Azonban arra is vannak bizonyítékok, hogy más iskolák is használták a gandhárai nyelvet, ráadásul a dharmaguptaka a szanszkrit nyelvet is használta alkalomadtán.

## Története

### Északnyugat-Indiában

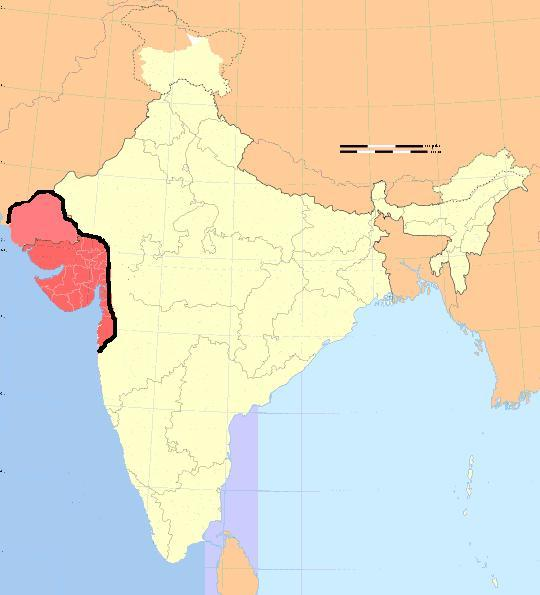
Az Aparánta (Kónkán) régió, a dharmaguptakák állítólagos származási területe.

A gandhárai buddhista szövegeket, amelyek a legkorábbi felfedezett buddhista szövegek, dharmaguptaka tanítóknak címezték. Ez alapján arra következtetnek a tudósok, hogy a dharmaguptaka iskola Északnyugat-Indiában virágzott az 1. században. Kanonikus nyelve a gandhárai nyelv volt. Ez az elmélet alátámasztja a dharmagupták közép- és északkelet-ázsiai buddhizmusra gyakorolt későbbi hatását. A. K. Warder szerint a dharmaguptaka iskola az Aparánta (Kónkán) régióból származik.
Eleinte az iskola sikereket ért el az indo-szkíta támogatók körében Gandhárában, azonban a Kusán Birodalom idején hanyatlásnak indult (az 1. század közepétől a 3. századig). Az új birodalomban a szarvásztiváda iskola kapott hatalmas támogatást.

### Közép-Ázsiában
A rendelkezésre álló bizonyítékok azt sugallják, hogy a Khotán királyságba küldött első buddhista missziókban dharmaguptaka szerzetesek vettek részt. A tudósok a közép-ázsiai buddhista missziókat három időszakra osztják. Ezek időrend szerint a következőek voltak:
1. dharmagupta
2. szarvásztiváda és
3. múlaszarvásztiváda

A 7. században Hszüan-cang és Jicsing szerzetesek külön feljegyezték, hogy a dharmaguptakák a közép-ázsiai Udijána földön éltek, ami nem tartozik az Indiai szubkontinensehz. Jicsing a szarvásztiváda alá sorolta a mahásíszaka, dharmaguptaka és kásjapíja szektákat, amelyek nem voltak jelentősek „India öt részén”, csupán Oddijánában, Hotanban és Kucsában.

### Kelet-Ázsiában

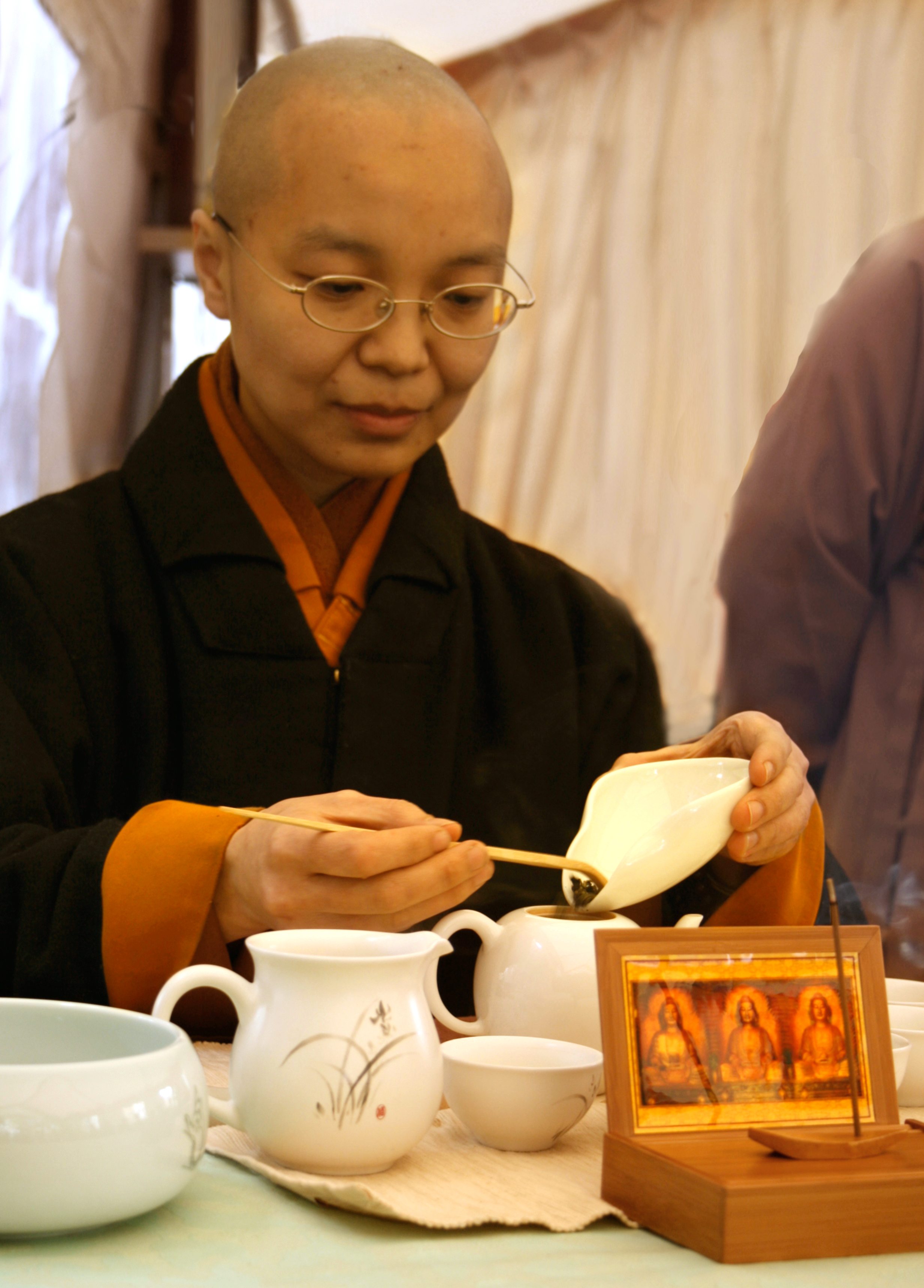
A dharmaguptaka rendben felvételt nyerhetnek bhikkhunik (apácák) is. Vészák fesztivál, Tajvan.

A dharmaguptakák nagyobb erőfeszítéseket tettek a többi szektánál, hogy Indián kívül is terjesszék a buddhizmust, például Irán, Közép-Ázsia vagy Kína területein, ahol hatalmas sikereket értek el. Kínában emiatt ennek az iskolának a vinajáját és a szerzetesi beavatási vonalát vették át. A. K. Warder szerint ilyen értelemben a dharmaguptaka szekta azóta is szakadatlanul maradt fenn ezekben a kelet-ázsiai országokban. Warder továbbá a következőket állítja:
A kínai buddhizmus korai szakaszában is fontosnak tartották az indiai buddhista szektákat, és azok szövegeit tanulmányozták. Kínában a dharmaguptaka szerzetesi beavatási vonalat 250-255 környékén vezették be meghívott indiai szerzetesek közbenjárásával. Ekkor még nem fordították le teljes egészében a vinaját, csak két szöveg létezett: a beavatásokhoz a dharmaguptaka Karmavácsaná, illetve a szerzetesek életét szabályozó mahászanghika Prátimoksa. A vinaja teljes lefordítása után a szerzetesi hagyományvonalak többsége követte a vinaja előírásait, azonban egyes templomok más vinaja szövegeket (mahászanghika, mahísászaka vagy szarvásztiváda) részesítettek előnyben.
A 7. században írt Jicsing műveiből kiderül, hogy Kelet-Kínában a legtöbb egyházi ember a dharmaguptaka vinaját követte – Kuancsung környékén a mahászanghika vinaját, a Jangce környékén és attól délre pedig a szarvásztiváda vinaját használták. A Kínában használt többféle vinaja gyakorlatát több, neves kínai buddhista mester is bírálta. A 8. században Tao An mester a császár támogatásával rendeletben szabta meg, hogy Kínában a szangha minden tagjának a dharmaguptaka-féle vinaját kell használnia.

## Szövegek

### A gandhárai buddhista szövegek
A gandhárai buddhista szövegek (a legrégebbi buddhista kéziratok) Richard Salomon szerint a dharmaguptaka iskolához köthetők. A fennmaradt szövegek és szövegtöredékek alapján arra következtetnek, hogy a mai Afganisztán területén található Nagaráhára kolostor romjaiban talált leletek egykor egy hatalmas szöveggyűjtemény részét képezhették. 

### Vinaja
Az 5. században a dharmaguptaka vinaját lefordították kínai nyelvre, amely egy kínai szerzetes memóriájára hagyatkozott, nem írott szöveg alapján készült. Később ez a szöveg vált a kínai szerzetesrendek első számú szerzetesi szabályzatává. Ma is ezt követik Kínában, Vietnámban és Koreában. A művet ezeken a területeken úgy nevezik, hogy "Vinaja négy részben" (kínai: 四分律, pinjin: Sifen-lü), amelynek szanszkrit fordítása Csaturvargika Vinaja.

### Ágama gyűjtemények
A Dírgha-ágama ("Hosszú beszédek", 長阿含經 csang-ahan-csing) (T. 1) megegyezik a théraváda iskola Dígha-nikája könyvével. Jóllehet ez utóbbiban 34 szútra, míg az előbbiben csak 30 szútra van.
Az Ekottara-ágama ("Sorjázott beszédek", Ceng-ji ahan-csing, 增壹阿含經 Tajsó 125) – megfelel a théraváda iskola Anguttara-nikája szövegének.